# Parkgröe
Parkgröe (Poa chaixii) är en gräsart som beskrevs av Dominique Villars. Enligt Catalogue of Life ingår Parkgröe i släktet gröen och familjen gräs och enligt Dyntaxa är tillhörigheten också släktet gröen och familjen gräs. Arten är reproducerande i Sverige. Inga underarter finns listade i Catalogue of Life.

## Bildgalleri

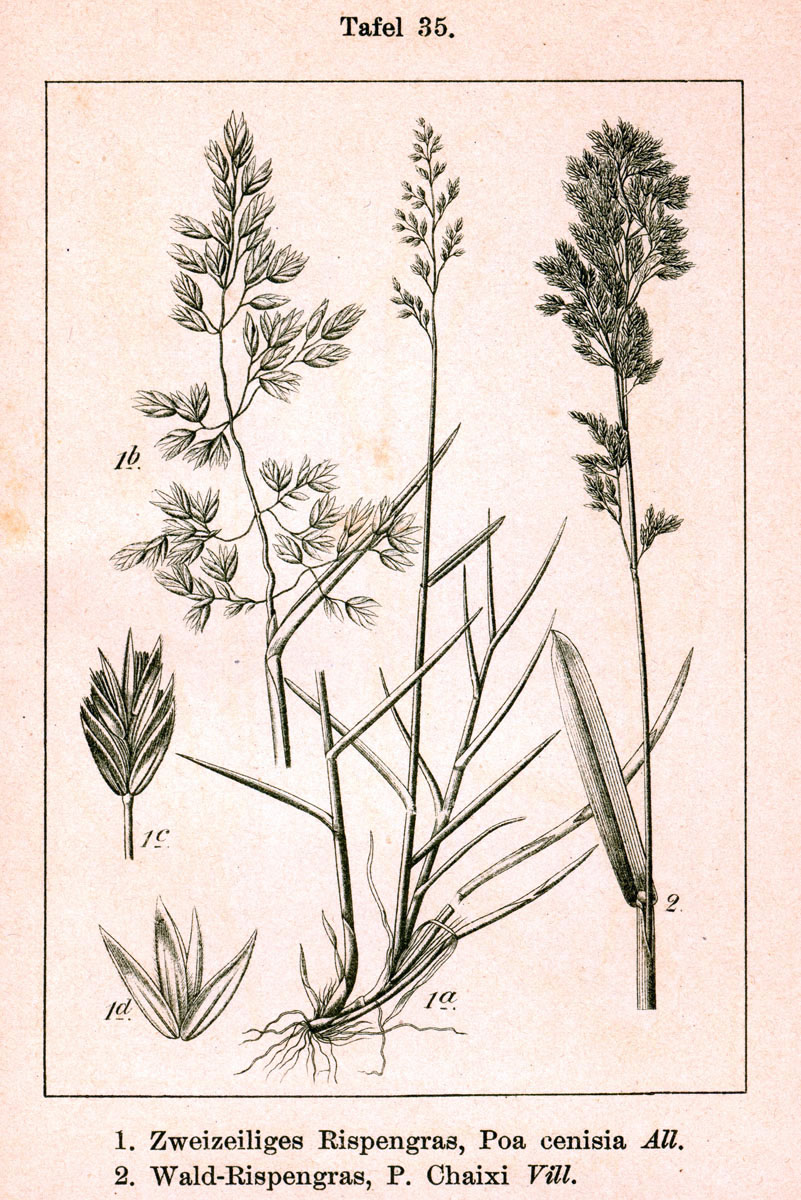
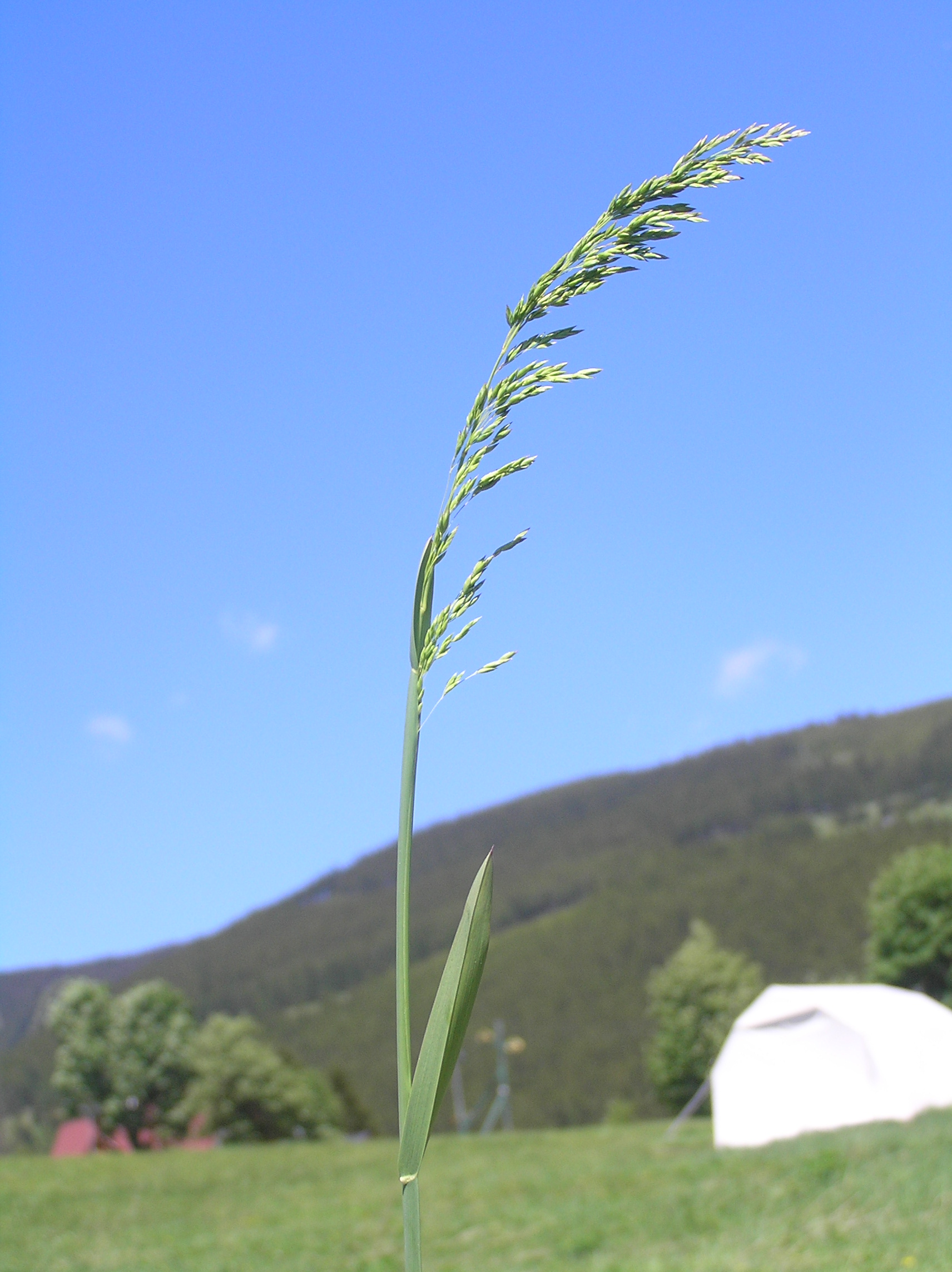
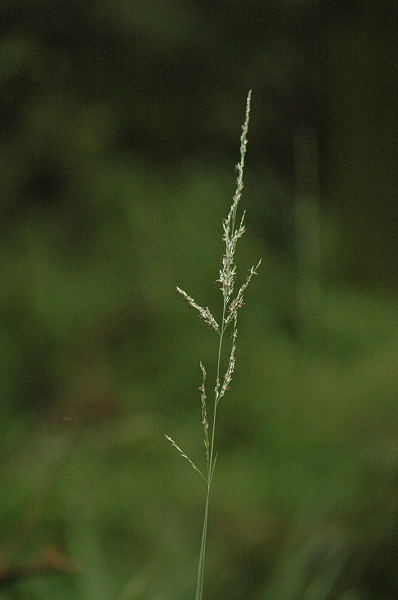
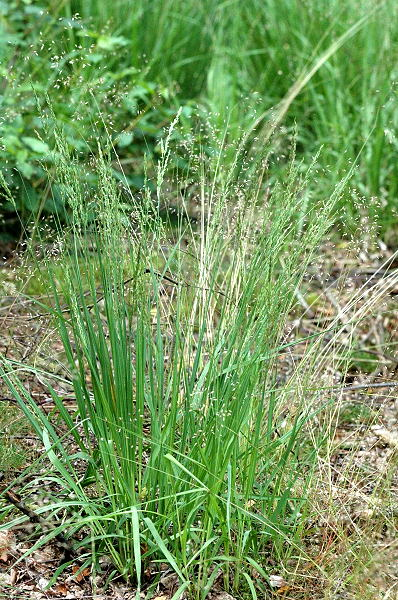